# Benalup-Casas Viejas
Benalup-Casas Viejas település Spanyolországban, Cádiz tartományban. Benalup-Casas Viejas Alcalá de los Gazules és Medina-Sidonia községekkel határos. Lakosainak száma 7228 fő (2024).

## Népesség
A település lakosságának változását az alábbi diagram mutatja:
| Lakosok száma | 6342 | 6706 | 6865 | 7151 | 7221 | 6967 | 7003 | 6929 | 7020 | 7228 |
|               | 2001 | 2004 | 2006 | 2009 | 2011 | 2014 | 2016 | 2019 | 2021 | 2024 |